# Kaminsky-Katalysatoren
Unter Kaminsky-Katalysatoren versteht man Mischungen eines Metallocen-dihalogenids mit Methylaluminoxan (MAO). Diese Katalysatoren erlauben die Polymerisation von Olefinen. Die Katalysatorsysteme wurden in den 1980er Jahren von Walter Kaminsky und Hansjörg Sinn an der Universität Hamburg entwickelt.
Die Katalysatoren sind sowohl für die akademische Forschung als auch für die industrielle Herstellung von Polyolefin-Kunststoffen von großer Bedeutung, da durch Variation der Liganden und der Katalysatorsymmetrie die Aktivität und Selektivität der Katalysatoren in Bezug auf die Taktizität und der Molekulargewichtsverteilung der erhaltenen Polymere in weiten Grenzen variiert werden kann.

## Geschichte
Bereits kurz nach der Entdeckung des Ziegler-Natta-Verfahrens wurden für diese auch Metallocene als Übergangsmetallkomponente getestet, allerdings war die Aktivität dieser Mischungen nur sehr gering. 1973 fanden Karl-Heinz Reichert und David S. Breslow unabhängig voneinander, dass die Zugabe einer geringen Menge Wasser zu dem System Titanocen/Alkylaluminiumchlorid die Aktivität deutlich steigert. Durch einen Zufall fand man im Hamburger Labor von Walter Kaminsky 1975 heraus, dass durch die Zugabe einer größeren Menge Wasser (Al : H2O = 1 : 2) zu einem Gemisch aus Biscyclopentadienyldimethyltitan und Trimethylaluminium ein sehr aktiver Polymerisationskatalysator für Ethylen entsteht. Durch weitere Untersuchungen konnte 1977 gezeigt werden, dass der aktive Cokatalysator das Methylaluminoxan (MAO) ist. Die gezielte Herstellung und Kombination von MAO speziell mit Zirconocenen polymerisiert Olefine dabei 10- bis 100-mal schneller als die bis dahin verwendeten Ziegler-Natta-Katalysatoren.

## Darstellung
Die von Kaminsky und Sinn eingesetzten Metallocene sind Komplexe von Übergangsmetallen der Titangruppe vom Typ 1. Die Verbindungen sind in der Regel leicht aus den Elementchloriden und Cyclopentadienyl-Natrium oder dessen Derivaten zugänglich.

## Reaktionen

### Polyethylen
Die Kaminsky-Katalysatorsysteme erzeugen bereits bei Raumtemperatur und Atmosphärendruck von Ethen mit einer hohen katalytischen Aktivität Polyethylen. Bei höherem Ethen-Druck steigt die Aktivität weiter an, so dass z. B. bei Temperaturen um 95 °C und Drücken von ca. 8 bar Ethen pro Gramm Zirkonium eine Ausbeute von ca. 40.000 kg Polyethylen erhalten wird. Auf Grund der niedrigen Katalysatorkonzentration kann dieser im Fertigprodukt verbleiben und beeinträchtigt nicht das Verarbeitungsverhalten oder die Stabilität der Produkte. Die erhaltene Molmassenverteilung ist enger als bei herkömmlichen Ziegler-Katalysatoren.

### Polypropylen
Durch Einsatz C2-chiraler Metallocene vom Brintzinger Typ (2) bei dem zwei Indenyl-Liganden verbrückt sind, gelang die Herstellung von hoch-stereoselektiv polymerisierten α-Olefinen. Wird das Metallocen 1 (Zirconocendichlorid, Hafnocendichlorid) für die Polymerisation von Propylen eingesetzt, erhält man ataktisches Polypropylen, während der Katalysator 2 mit C2-Symmetrie zu isotaktischen und der Komplex 3 mit Cs-Symmetrie zu syndiotaktischen Polypropylen führt.

### Co-Polymerisation
Durch Modifikation der Metallocenkomplexe lassen sich auch Katalysatoren für die gezielte Co-Polymerisation verschiedener Olefine herstellen. So lassen sich die Eigenschaften von Ethylen-Propylen, Ethylen-1-Octen oder Co-Polymeren auf Basis Ethylen-Norbornen in weiten Bereichen variieren.

## Heterogenisierung
Die homogenen Kaminsky-Katalysatoren lassen sich heterogenisieren mit dem Ziel, diese als Ersatz für herkömmliche Ziegler-Natta-Katalysatoren in bestehenden Produktionsanlagen zu ersetzen. Die Heterogenisierung erlaubt auch eine Verringerung des MAO/Metallocen-Verhältnisses um mehrere Größenordnungen.
Für die Heterogenisierung des Katalysatorsystems können verschiedene Methoden angewandt werden. Die Fixierung kann aus der Suspension als auch aus der Gasphase erfolgen. Der Komplex kann dabei kovalent über den Liganden an das Trägermaterial gebunden sein als auch nur in physisorbierter Form vorliegen. Als Träger werden Aluminiumoxide, Magnesiumchlorid, Kieselgele, Zeolithe und Polymere wie Polystyrol oder Silikone verwendet.